# نزهه (قاهره)
نزهه نام شهر و شهرستانی در استان قاهره مصر است.